# Larry J. Bash
Pour les articles homonymes, voir Bash.
Larry J. Bash est une série française de dix romans policiers pour la jeunesse écrits par le « Lieutenant X », pseudonyme de Vladimir Volkoff.
La série est parue de 1980 à 1984 aux éditions Hachette dans la collection « Bibliothèque verte ». Elle a été rééditée dans les années 1990 par Hachette, et dans les années 2000 par la maison d'édition Des idées et des hommes (réédition partielle) sous la forme Le Lieutenant X présente Larry J. Bash.
La série relate les aventures de Larry Bash, un jeune détective américain. Âgé de dix-sept ans, capitaine de l'équipe de football américain de son lycée, Larry J. Bash (de son nom complet Lawrence Justinian Bash), travaille pendant ses loisirs, pour financer ses études, comme détective privé assistant dans l'agence de Marshall Ney. Son meilleur ami est un jeune Noir du nom de Dennis Watts.

## L'auteur
La série Larry J. Bash est née en 1980 sous la plume de l'écrivain français d’origine russe, Vladimir Volkoff (1932-2005), qui a longtemps vécu aux États-Unis. Cette série a été publiée sans véritable signature mais avec la mention : « Le Lieutenant X présente… » (Lieutenant X étant le pseudonyme utilisé par Volkoff pour signer les nombreux volumes de sa célèbre série pour la jeunesse Langelot).
Chacun des dix volumes des aventures de Larry J. Bash est censé avoir été écrit par le héros-narrateur lui-même, et traduit en français par un certain « Gil Hérel ». En réalité, il n'a jamais existé la moindre édition originale américaine des enquêtes de Larry J. Bash.
Le Lieutenant X a également été l'auteur d'une série d’espionnage dérivée de Langelot, destinée aux filles, et dont l’héroïne, nommée Corinne, était déjà un personnage de la série Langelot.

## Liste des titres
Note : la première date est celle de la première édition.
- 1980 : Comment je suis devenu détective privé
- 1980 : Comment j'ai mené ma première enquête
- 1980 : Comment j'ai été l'otage d'un tueur
- 1981 : Comment j'ai enquêté sur un assassinat
- 1981 : Comment j'ai déterré un témoin capital
- 1981 : Comment j'ai aidé un faiseur de clair de lune
- 1982 : Comment j'ai volé un Picasso
- 1982 : Comment j'ai fait taire un maître chanteur
- 1983 : Comment j'ai gagné la Guerre de Sécession
- 1984 : Comment j'ai capturé un fantôme

## Illustration
Pour les éditions parues de 1980 à 1984, l'illustrateur en titre est Robert Bressy.

## Sources bibliographiques
- André-François Ruaud et Xavier Mauméjean, Le Dico des héros, Éditions Les Moutons électriques / Bibliothèque rouge, janvier 2009.
- Armelle Leroy, Le Club des Cinq, Fantômette, Oui-Oui et les autres : Les grandes séries des Bibliothèques Rose et Verte, Paris, Hors Collection, 2005, 110 p. (ISBN 2-258-06753-7)